# Campylopus trivialis
Campylopus trivialis är en bladmossart som beskrevs av C. Müller och Nathaniel Lord Britton 1896. Campylopus trivialis ingår i släktet nervmossor, och familjen Dicranaceae. Inga underarter finns listade i Catalogue of Life.